# El fin del mundo y un despiadado país de las maravillas
El fin del mundo y un despiadado país de las maravillas (世界の終りとハードボイルド・ワンダーランド) es una novela del autor japonés Haruki Murakami del año 1985, traducida al español por Lourdes Porta y publicada por Tusquets Editores en 2009.

## Argumento
La novela se compone de dos historias que tienen lugar en sendos escenarios. Por un lado, una ciudad amurallada conocida como "el fin del mundo"; y por otro, una futurista ciudad de Tokio, denominada "el país de las maravillas". 
En el fin del mundo, el protagonista es un recién llegado a la ciudad, desposeído de su sombra como único vestigio del lugar que viene por el Guardian, que la arranca de un solo tajo y es puesta en un lugar lejos del contacto del nuevo ciudadano, puesto que una condición de los habitantes es de no recordar nada del mundo externo, y su sombra significa eso. Su trabajo dentro de la ciudad amurallada es leer los viejos recuerdos que viven en los cráneos de las bestias (unicornios) mientras elabora un mapa de la ciudad completa, para una vez completado huir con su sombra. Mantiene relaciones con algunos de los habitantes de la ciudad (un guardián, una bibliotecaria y un militar retirado) que servirán como medios para comprender a la ciudad. 
En el país de las maravillas, el protagonista es un informático que computa datos en su cerebro de forma inconsciente (shuffling). Es contratado por un excéntrico científico que conoce más que nadie en el planeta el funcionamiento del cerebro humano y por ende creador del shuffling. Vive en el subsuelo de la ciudad amenazado por unas siniestras criaturas llamadas "tinieblos". El científico convence al joven técnico para que le ayude en sus investigaciones sobre la manipulación de la conciencia, todo ello en medio de una encarnizada lucha por el control de la información entre El Sistema (organismo gubernamental) y los llamados "semióticos" (sociedad al margen de la ley).

## Recepción
El libro recibió el premio Tanizaki en 1985. La novela ha recibido elogios de la crítica tanto a nivel nacional como internacional, recibiendo elogios por parte de la revista The Japan Times, Publishers Weekly y Kirkus Reviews. Ha sido citado por el cineasta Rian Johnson como uno de sus libros de ciencia ficción favoritos y una influencia en su película Looper de 2012. Jay Rubin, quien ha traducido muchas de las obras posteriores de Murakami al inglés, dijo que El fin del mundo y un despiadado país de las maravillas es su novela favorita de Murakami. El autor de la obra también declaró que esta es su novela favorita.